# Austin A40 Somerset
O  A40 Somerset é um modelo compacto da British Motor Corporation.